# Fungiacyathus

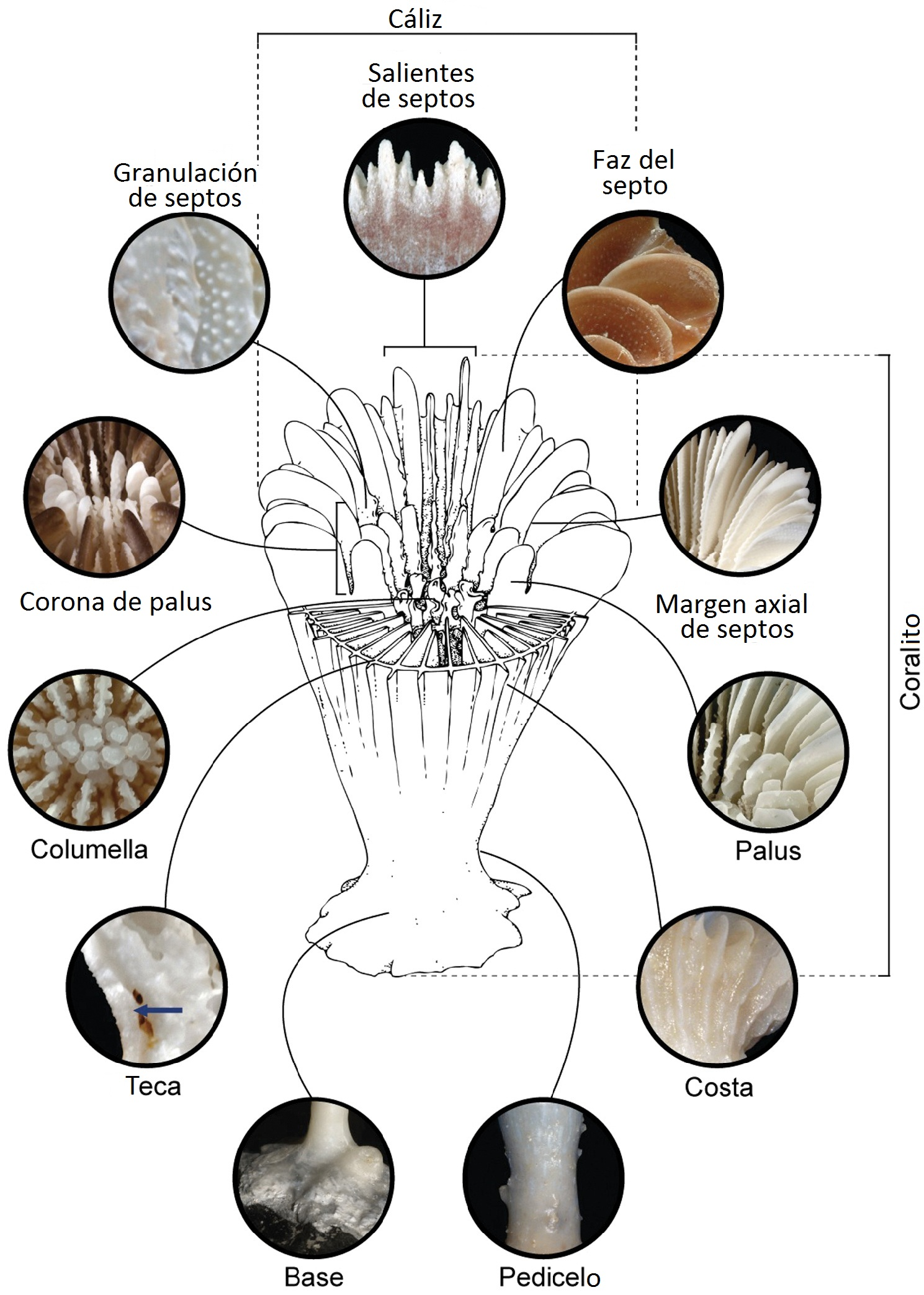
Estructura de coralito (Caryophyllia).

Fungiacyathus es el único género de corales de la familia Fungiacyathidae, orden Scleractinia. 
Es un coral de pólipo solitario, que secreta carbonato cálcico para formar un esqueleto, y ocasionalmente habita en grupos, nunca en colonias, mayoritariamente en aguas profundas.

## Subgéneros y especies
Los subgéneros están formados sobre la base del número de septos: Fungiacyathus (Bathyactis) tiene 48 septos repartidos en 4 ciclos, y Fungiacyathus (Fungiacyathus) tiene 96 septos en 5 ciclos.
El Registro Mundial de Especies Marinas acepta los siguientes subgéneros y especies:
Subgénero Fungiacyathus (Bathyactis). Moseley, 1881
- Fungiacyathus (Bathyactis) crispus. (Pourtalès, 1871)
- Fungiacyathus (Bathyactis) dennanti. Cairns & Parker, 1992
- Fungiacyathus (Bathyactis) fissidiscus. Cairns & Zibrowius, 1997
- Fungiacyathus (Bathyactis) fissilis. Cairns, 1984
- Fungiacyathus (Bathyactis) granulosus. Cairns, 1989
- Fungiacyathus (Bathyactis) hydra. Zibrowius & Gili, 1990
- Fungiacyathus (Bathyactis) marenzelleri. (Vaughan, 1906)
- Fungiacyathus (Bathyactis) margaretae. Cairns, 1995
- Fungiacyathus (Bathyactis) pliciseptus. Keller, 1981
- Fungiacyathus (Bathyactis) pseudostephanus. Keller, 1976
- Fungiacyathus (Bathyactis) sibogae. (Alcock, 1902)
- Fungiacyathus (Bathyactis) symmetricus. (Pourtalès, 1871)
- Fungiacyathus (Bathyactis) turbinolioides. Cairns, 1989
- Fungiacyathus (Bathyactis) variegatus. Cairns, 1989

Subgénero Fungiacyathus (Fungiacyathus). Sars, 1872
- Fungiacyathus (Fungiacyathus) fragilis. Sars, 1872
- Fungiacyathus (Fungiacyathus) multicarinatus. Cairns, 1998
- Fungiacyathus (Fungiacyathus) paliferus. (Alcock, 1902)
- Fungiacyathus (Fungiacyathus) pusillus. (De Pourtalès, 1868)
- Fungiacyathus (Fungiacyathus) sandoi. Cairns, 1999
- Fungiacyathus (Fungiacyathus) stephanus. (Alcock, 1893)

## Morfología
Su coralito, o esqueleto, es discoidal, lateralmente en forma trapezoidal, y extremadamente frágil. El mayor ejemplar conocido del género mide 62 mm de diámetro, aunque el tamaño habitual no supera los 25 mm. El muro, o teca, tiene normalmente costas. Los septos tienen un margen de altamente dentado a laciniado, y están unidos a los septos adyacentes por sinaptículos. La columela es esponjosa. 
La totalidad de especies viven sin anclarse al sustrato.

## Hábitat y distribución
Se encuentran en todos los océanos y en aguas tanto tropicales como templadas.
Localizado mayoritariamente en aguas profundas, en montañas y lomas marinas, y sin mucha iluminación.
Desde 69 hasta 2.200 m de profundidad.

## Alimentación
En la naturaleza se nutren del plancton que atrapan con sus tentáculos, y absorbiendo materia orgánica disuelta del agua, ya que las especies del género carecen de algas zooxantelas.

## Reproducción
Son gonocóricos. Producen esperma y huevos que se fertilizan externamente en el agua. Los huevos fertilizados evolucionan en la columna de agua hasta que se convierten en larvas; éstas navegan en estado planctónico, antes de desarrollarse en pólipos que se fijan al sustrato y secretan un esqueleto calcáreo, el coralito.